# Хера, Имре
Имре Хера (венг. Héra Imre; род. 3 сентября 1986, Будапешт) — венгерский шахматист, гроссмейстер (2007).
Победитель чемпионата мира по рапиду 1998 года в категории до 12 лет.
В составе национальной сборной участник следующих соревнований:
- 1-й командный чемпионат Европы среди юношей до 18 лет (2000) в г. Балатонлелле. Выступал на 1-й доске за вторую команду Венгрии.
- 33-й Кубок Митропы[нем.] (2014) в г. Ружомбероке. Выступал на 3-й доске и завоевал 2 золотые медали — в команде и в индивидуальном зачёте.

В 2007 году принял участие в 8-м личном чемпионате Европы в г. Дрездене (+6 −2 =3) и Кубке мира в г. Ханты-Мансийске (выбыл в первом туре, уступив С. Рублевскому).
В составе команды «Rotmistrz Grudziądz» участник 5-и командных чемпионатов Польши (2010—2014). Завоевал 2 золотые медали в индивидуальном зачёте — в 2011 (играл на 3-й доске) и в 2014 (играл на 4-й доске).
По состоянию на сентябрь 2022 года занимал 13-ю позицию в рейтинг-листе активных венгерских шахматистов и 18-е место среди всех шахматистов Венгрии.

## Изменения рейтинга
| Графики недоступны из-за технических проблем. См. информацию на Фабрикаторе и на mediawiki.org. |